# Platycleis affinis
Platycleis affinis är en insektsart som beskrevs av Franz Xaver Fieber 1853. Platycleis affinis ingår i släktet Platycleis och familjen vårtbitare.

## Underarter
Arten delas in i följande underarter:
- P. a. affinis
- P. a. fabriciana

## Bildgalleri

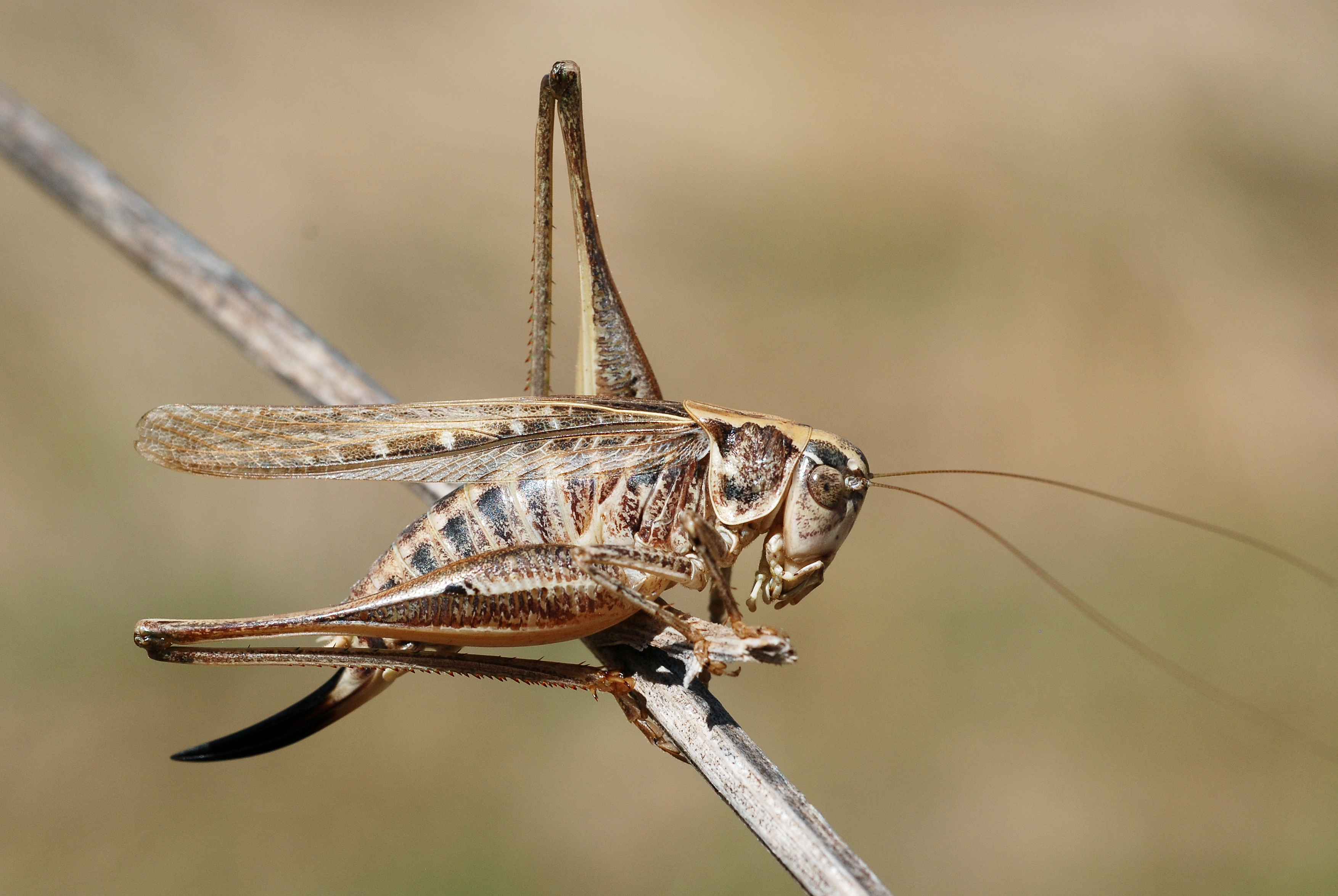